# Adesmus calca
Adesmus calca es una especie de escarabajo longicornio del género Adesmus, categorizada en la tribu Hemilophini, de la subfamilia Lamiinae. Fue descrita por Galileo & Martins en 2005.

## Descripción
Mide 8,7-9,8 mm de longitud.

## Distribución
Se distribuye por Perú.